# Adalbert von Sachsen

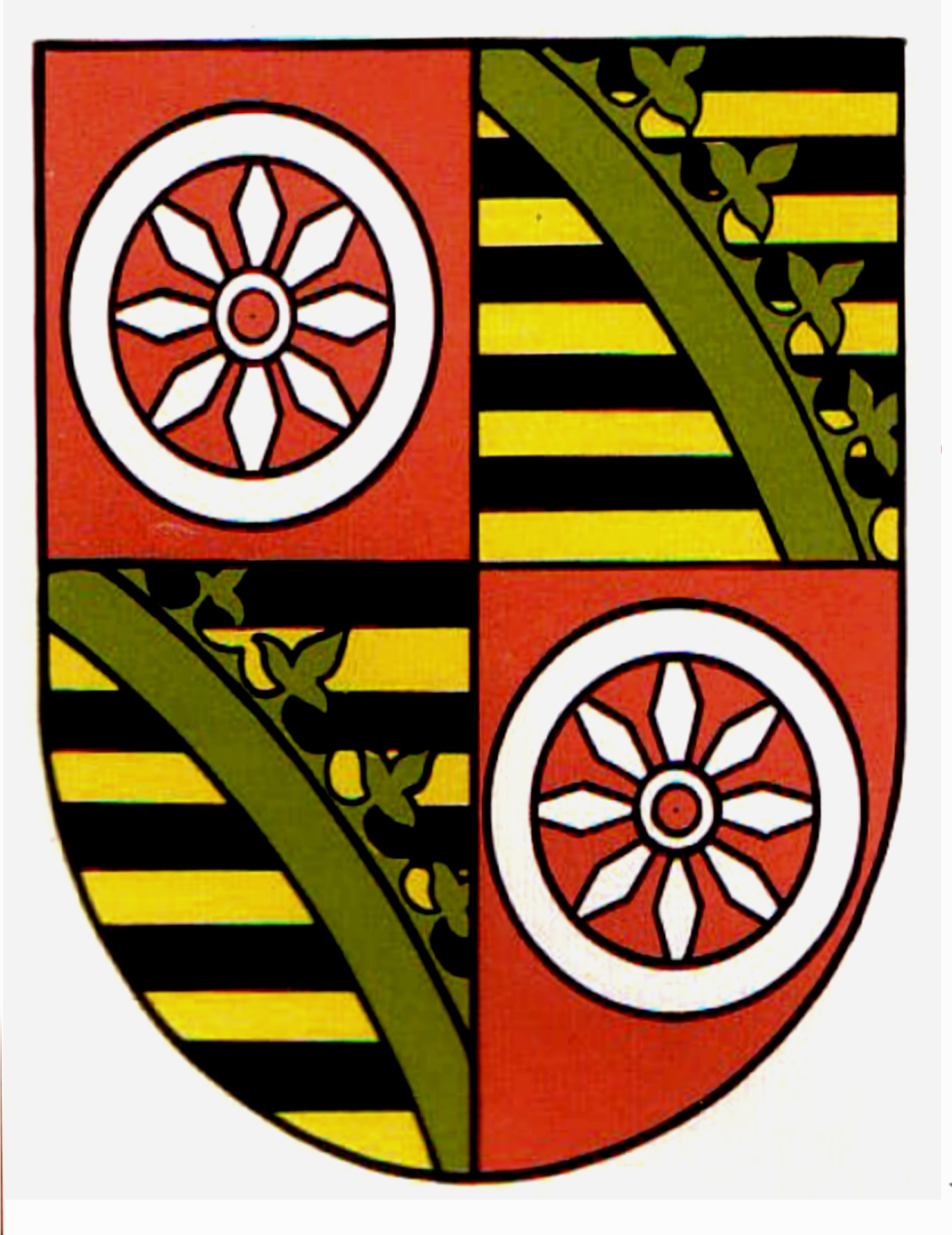
Wappen des Administrators des Erzbistums Mainz

Adalbert von Sachsen (* 8. Mai 1467 in Meißen; † 1. Mai 1484 in Aschaffenburg) war als Adalbert III. Administrator des Erzbistums Mainz.
Adalbert war der Sohn Ernsts von Sachsen. Um den Schutz der thüringischen Gebiete des Mainzer Erzstifts um Erfurt und im Eichsfeld zu gewährleisten und sich mit Ernst von Sachsen zu verbünden, machten der Mainzer Erzbischof Diether von Isenburg und das Mainzer Domkapitel ihn – obwohl noch minderjährig– 1477 zum Provisor der Stadt Erfurt und zum Oberamtmann auf dem Rusteberg bei Rustenfelde im Eichsfeld und 1479 zum Mitglied des Mainzer Domstifts sowie zum Administrator des Bistums Halberstadt. Bereits 1480 wählte ihn das Mainzer Domkapitel zum Koadjutor mit dem Recht zur Nachfolge auf den Bischofsstuhl. Die Wahl wurde trotz anfänglicher Bedenken 1481 durch Papst Sixtus IV. bestätigt. Nach dem Tod Diethers folgte ihm Adalbert am 8. Mai 1482 ins Amt. Er hatte jedoch noch nicht das Alter für eine Bischofsweihe erreicht und blieb zunächst Administrator; da er schon 1484 vor der Bischofsweihe starb, war Adalbert formal nicht Erzbischof von Mainz. Entsprechend ist er auf seinem Grabmal im Mainzer Dom ohne Mitra und Pallium abgebildet.
Adalbert erlangte von Erfurt 1483 die Anerkennung der Erbherrlichkeit des Hochstifts über die Stadt. In seiner Regierungszeit wurde in Mainz die Martinsburg, die erzbischöfliche Burg, fertiggestellt.